# مترو موسكو
مترو موسكو (الروسية: Московский метрополитен) هو نظام نقل سريع يخدم مدينة موسكو، بالإضافة إلى المدن المجاورة كراسنوغورسك، ريوتوف، ليوبارتسي وكوتلنيكي في مقاطعة موسكو. افتتح الخط الأول (سوكولنيتشيسكايا) في 15 أيار 1935، ليغطي 13 محطة بطول 11 كيلومتر. بلغ عدد الخطوط 15 خط في عام 2025، تحوي على 271 محطة بطول اجمالي لكافة الخطوط يبلغ 471,7 كم (يستثنى من كل ذلك خطوط المونوريل والدائري المركزي ونظام الاقطار، حيث لا يرتبطون تقنيًا بالمترو)
هناك 271 محطة و 471.7 كيلومتر من طول الخطوط. هو أول نظام سكك حديدية تحت الأرض في الاتحاد السوفيتي. تقع معظم خطوط المترو تحت الأرض، حيث بلغت في بعض الأحيان عمق أكثر من 70 مترا (206 قدم) تحت سطح الأرض. مترو موسكو في العالم هو ثاني أكثر نظم النقل السريعة المستخدمة بكثرة بعد مترو الأنفاق في طوكيو التوأم.

## التاريخ

### الافكار غير منفذة
ظهرت المقترحات الأولى لبناء مترو في موسكو في عام 1875، عندما ظهرت فكرة بناء خط من محطة كورسكي عبر ساحتي لوبيانكا وتروبنايا إلى ماريينا روشكا
في عام 1902، اقترح المهندسان بالينسكي وكنوري مشروعًا بتكلفة تقديرية تبلغ 155 مليون روبل، والذي بموجبه كان من المقرر أن يربط المترو زاموسكفوريتشي مع تفيرسكايا زاستافا بخط تحت الأرض. لكن مجلس المدينة رفض ذلك، وأصدر قرارًا : "تم رفض طلبات السيدين كنوري وبالينسكي..." أبدى أعضاء مجلس الدوما شكوكهم في شمولية المشروع؛ كما لعبت جماعة الترام التي كانت موجودة في ذلك الوقت دورًا أيضًا (حيث جلب الترام جزءًا كبيرًا من الأرباح إلى الخزانة في ذلك الوقت).
في عام 1902، قام مجموعة من مهندسو السكك الحديدية بتطوير مشروع سكة حديد مدينة موسكو. وعلى النقيض من مشروع كنوري وبالينسكي، فقد تصور المشروع خطوط مترو أنفاق (في وسط المدينة) وخطوط على الأرض أو على جسور علوية (عند الضواحي). تم التخطيط لإنشاء أربعة خطوط شعاعية وخط دائري واحد مع التحويلات.
في عام 1913، طور مجلس مدينة موسكو مشروعه الخاص للسكك الحديدية تحت الأرض، والذي يتكون من ثلاثة أقطار تحت الأرض: تاجانسكو-تفيرسكوي (من تفيرسكايا زاستافا إلى كاليتنيكي )؛ أرباتسكو-مايسنيتسكي (من ساحة كالانشيفسكايا إلى محطة سكة حديد بريانسكي (كييفسكي) ) وفيندافسكو-زاموسكفوريتسكي (من محطة سكة حديد فيندافسكي (ريجسكي) إلى منصة زيل الحالية) 
بالاضافة الى فكرة المهندس بوليفانوف في عام 1916 بربط أنفاق ذات ثلاثة أقطار تحت الأرض بمسارات السكك الحديدية الرئيسية، وكان من المقرر كهربة أقسام الضواحي منها.
في عام 1923 وكما هو الحال مع العديد من مشاريع البنية التحتية خلال فترة السياسة الاقتصادية الجديدة في الاتحاد السوفيتي، الزم للشركة الألمانية سيمنز تنفيذ مشروع مترو موسكو بميزانية قدرها 30 مليون روبل بموجب اتفاقية امتياز . حيث اعتبر مترو موسكو مشروع استثمار أجنبي. بحلول عام 1925، كانت خطط المشروع الألماني، الذي شمل 80 كيلومترًا من الأنفاق و86 محطة، جاهزًا. ومع ذلك، لم يتم العثور على الأموال اللازمة للتنفيذ، وظل مشروع شركة سيمنز حبراً على ورق. كذلك في عام 1925، خطط لمشروع دائرة مياسنيتسكي، ولكن لم يتم تنفيذه. وفقًا للخطة الخمسية الأولى، كان من المفترض بناء أول خط مترو بحلول عام 1932: وسط المدينة - ساحة كالانشيفسكايا.

### المشروع المنفذ

#### الحقبة السوفيتية
كان قرار بناء مترو موسكو في 15 يونيو 1931، في الاجتماع الكامل للجنة المركزية للحزب الشيوعي لعموم الاتحاد (البلاشفة) ، في أعقاب تقرير قدمه السكرتير الأول للجنة الحزب لمدينة موسكو ، لازار كاجانوفيتش، مدفوعًا بأزمة مرورية أدت إلى شلل تام لجميع وسائل النقل في 6 يناير من ذلك العام. وعلى الرغم من ذلك، رأى كاجانوفيتش نفسه أن الحل لمشكلة النقل يكمن في كهربة قطار الضواحي واستخدامها في موسكو نفسها، لكنه كان مضطراً إلى الامتثال لنصيحة يوسف ستالين. ومع ذلك، في جوهره، يمكن ملاحظة تنفيذ هذه الخطط في العصر الحديث في شكل مترو الأنفاق ، والذي يتم تقديمه في وسائل الإعلام وحملات العلاقات العامة كمترو، ولكن من حيث مجموع خصائصه ومعداته التقنية فهو ليس كذلك، حيث أنه متصل به من خلال نظام دفع أجرة واحد.
تمت الموافقة على لائحة بناء المترو في 13 سبتمبر 1931 من قبل مجلس مفوضي الشعب في جمهورية روسيا الاتحادية الاشتراكية السوفياتية ، وفي 2 أكتوبر من قبل مجلس مفوضي الشعب في الاتحاد السوفياتي . كان أول رئيس لشركة متروستروي هو بافيل روتيرت. كان المشروع يعتمد على مشروع سيمنز المعدل، والذي تضمن بناء نفق. عندما كان هذا مستحيلاً (تحت المنازل والسكك الحديدية)، خططوا لبناء أنفاق من أعمدة رأسية.
في نوفمبر 1931، بدأوا في بناء أول موقع تجريبي في شارع روساكوفسكايا. خلال عملية التصميم، نشأ نزاع حول نوع محطات المترو المستقبلية، وما نوع المنصات التي ينبغي أن تحتوي عليها: جزيرة أم ساحلية. قررنا التوقف في محطة ذات ثلاثة قبب ومنصة جزيرة. وكان من المخطط استخدام السلالم المتحركة لرفع الركاب إلى السطح. وقد أثبت المهندس موسكو ماكوفسكي إمكانية وضرورة حفر أنفاق عميقة في ظل الظروف الصعبة لتربة موسكو 
في عام 1933، تمت الموافقة على التصميم الفني للمرحلة الأولى من المترو، وفي الوقت نفسه بدأت مؤسسة متروستروي أعمال البناء الرئيسية. تم تطوير مسار المرحلة الأولى بعد دراسة تدفق الركاب في ترام موسكو : تقرر تكرار أكثر مساراته ازدحامًا بالنسبة لمترو الأنفاق 
بسبب النقص في الأشخاص العاملين في مجال البناء. اتخذ قرار صدر عن مجلس مدينة موسكو المنعقد في 29 ديسمبر 1933، بان يقسم خط المترو على المؤسسات الصناعية في موسكو. بحيث تقوم كل مؤسسة بارسال عمالها لاتمام اعمال القسم الخاص بهم. تسبب بناء المترو، الذي تطلب مبالغ ضخمة من المال، في إثارة غضب سكان موسكو.
تم استخدام طرق مختلفة عند وضع أقسام من مترو الأنفاق. بناء أقسام من محطة سوكولنيكوف إلى محطة كومسومولسكايا ومن محطة مكتبة لينين إلى محطة بارك كولتوري تم تنفيذ المحطات في طريقة مفتوحة. الأنفاق بين المحطات "شارع كومينتيرنا"(منذ عام 1990 - "ألكسندر جاردن") و "سمولينسكايا"بنيت بتقنية طريقة الخندق. تم استخدام نفق الدرع في القسم العميق من أوخوتني رياد إلى ساحة دزيرجينسكي (منذ عام 1990 - لوبيانكا). عند وضع الأقسام الانتقالية (من الضحلة إلى العميقة) من كومسومولسكايا إلى كراسني فوروتا ومن أوخوتني رياد إلى مكتبة لينين، حيث تم العثور على الرمال المتحركة ، استخدم البناؤون طريقة الكيسون مع الهواء المضغوط وتجميد التربة وتحولها إلى سيليكات، وتجفيف المياه بشكل اصطناعي. في 15 أكتوبر 1934 ، تم إطلاق أول قطار، يتكون من عربتين، على القسم الذي تم بناؤه حديثًا من الخط .

### ميزات التصميم
في البداية، طالبت مفوضية الشعب للسكك الحديدية في جمهورية روسيا الاتحادية الاشتراكية السوفييتية ببناء خط وفقًا لمقياس السكة الحديدية الخاصة بقطارات الضواحي، وذلك لتمكينها من التنقل على طول مسارات المترو (على غرار خط مترو الأنفاق في لندن )، ولكن في وقت لاحق اعتبر هذا الأمر غير عملي وتم إلغاؤه.
تم بناء الأقسام من سوكولنيكي إلى كومسومولسكايا ، ومن مكتبة لينين إلى متنزه كولتوري، ومن ساحة ألكسندروفسكي إلى سمولينسكايا باستخدام طرق الحفر المفتوح. أما في القسم العميق من اوخوتني ريادا إلى ساحة دزيرجينسكي، تم استخدام طريقة حفر الأنفاق بالدرع الإنجليزي.
تنفيذ أعمال التشطيب - أعمال التشطيب والديكور ومد شبكات الكابلات وما إلى ذلك - تم استقطاب العمال والفنيين من أوروبا وأمريكا.
في 4 فبراير 1935، انطلق أول قطار تجريبي  ، وفي 6 فبراير 1935، بدأ تشغيل مترو موسكو. كان سائق القطار الكهربائي الذي يحمل زعماء الحزب والحكومة هو نيكولاي ألكسيفيتش كريتسبيرج، وهو من قدامى المحاربين في الحرب الأهلية والذي شارك سابقًا في إطلاق أول حافلات الترولي في موسكو. تم افتتاح المترو للمواطنين العاديين في 15 مايو 1935. الجدير ذكره انه كان من المقرر في الأصل أن يتم افتتاحه ليس في 15 مايو 1935، بل في 7 نوفمبر 1934. أثناء الإطلاق التجريبي للقطار الأول في فبراير 1935، لم تكن أجهزة الإشارات والتحكم المسؤولة عن سلامة المرور جاهزة.
كان أول راكب في مترو موسكو هو أحد المحاربين القدامى المعاقين في الحرب الروسية اليابانية، وهو متقاعد يبلغ من العمر 75 عامًا يدعى يو. العاشر زابروفسكي، الذي حضر لاحقًا افتتاح محطة ساحة سفيردلوفا ، وكذلك محطة كورسكايا وساحة الثورة في عام 1938. وكان عمال المترو قد تعرفوا عليه بالفعل ودعوه إلى افتتاح محطات جديدة في دائرة غوركي. وفي نشرة الأخبار، التي تم تحريرها من لقطات من محطات مختلفة، هناك لقطات ليو. خ. كان زابروفسكي مصحوبًا بتعليق صوتي مفاده أن هذا هو بطل العمل من مصنع كراسني بروليتاري، بيوتر نيكولايفيتش لاتيشيف، الذي اشترى التذكرة رقم 1 من السلسلة "أ" في 15 مايو 1935، في مكتب التذاكر في محطة سوكولنيكي التي تم افتتاحها حديثًا. ونشرت صحيفة "رابوتشايا موسكو" في 15 مايو/أيار 1935 أيضًا صورة يو. خ. زابروفسكي، الذي أطلق عليه اسم بيتر لاتيشيف.

## وصف للمترو
| رقم | اسم الخط                                                 | سنة افتتاح | طول الخط (كم) | عدد محطات |
| --- | -------------------------------------------------------- | ---------- | ------------- | --------- |
|     | سوكولنيتشيسكايا Sokolnicheskaya                          | 1935       | 28.2          | 20        |
|     | زاموسكوريتسكايا Zamoskvoretskaya                         | 1938       | 39.9          | 21        |
|     | أرباتسكو بوكروفسكايا Arbatsko-Pokrovskaya                | 1938       | 45.1          | 22        |
|     | فيليوفسكايا Filyovskaya                                  | 1958       | 14.9          | 13        |
|     | كولتسيفايا Koltsevaya                                    | 1950       | 19.3          | 12        |
|     | كالوجكا ريجسكايا Kaluzhsko-Rizhskaya                     | 1958       | 37.6          | 24        |
|     | تاغانسكا كراسنوبريسنينسكايا Tagansko-Krasnopresnenskaya  | 1966       | 40.5          | 22        |
|     | كالينينسكايا Kalininskaya                                | 1979       | 19.7          | 10        |
|     | سيربوخوفسكا تيميريازيفسكايا Serpukhovsko-Timiryazevskaya | 1983       | 41.2          | 25        |
|     | لوبلينسكا دمتروفسكايا Lyublinsko-Dmitrovskaya            | 1995       | 28            | 17        |
|     | كاخوفسكايا Kakhovskaya                                   | 1995       | 3.3           | 3         |
|     | بوتوفسكايا Butovskaya                                    | 2003       | 10.0          | 7         |

مترو موسكو وهو مفتوح من حوالي 05:30 حتى 01:00 (الوقت الدقيق افتتاح يختلف في مراكز مختلفة وفقا للوقت وصول أول قطار، ولكن جميع مراكز قريبة للدخول في وقت واحد في الساعة 01:00). ثم يتم إغلاق هذا النظام بين عشية وضحاها (لإطار الصيانة) من 1:00 إلى حوالي 05:30. وخلال ساعات الذروة صباحا ومساء، والقطارات تعمل تقريبا كل 90 ثانية (دقيقة ونصف) على معظم الخطوط. في أوقات أخرى خلال النهار، فإنهم يعرضون أنفسهم عن كل 2-3 دقائق ونصف (120-210 ثانية)، وفي كل 6-10 دقائق (360-600 ثانية) في وقت متأخر من الليل. ونظرا لتواتر الخدمة، وجداول زمنية محددة ليست ضرورية ولا تقدم للركاب. [بحاجة لمصدر]

## معرض صور

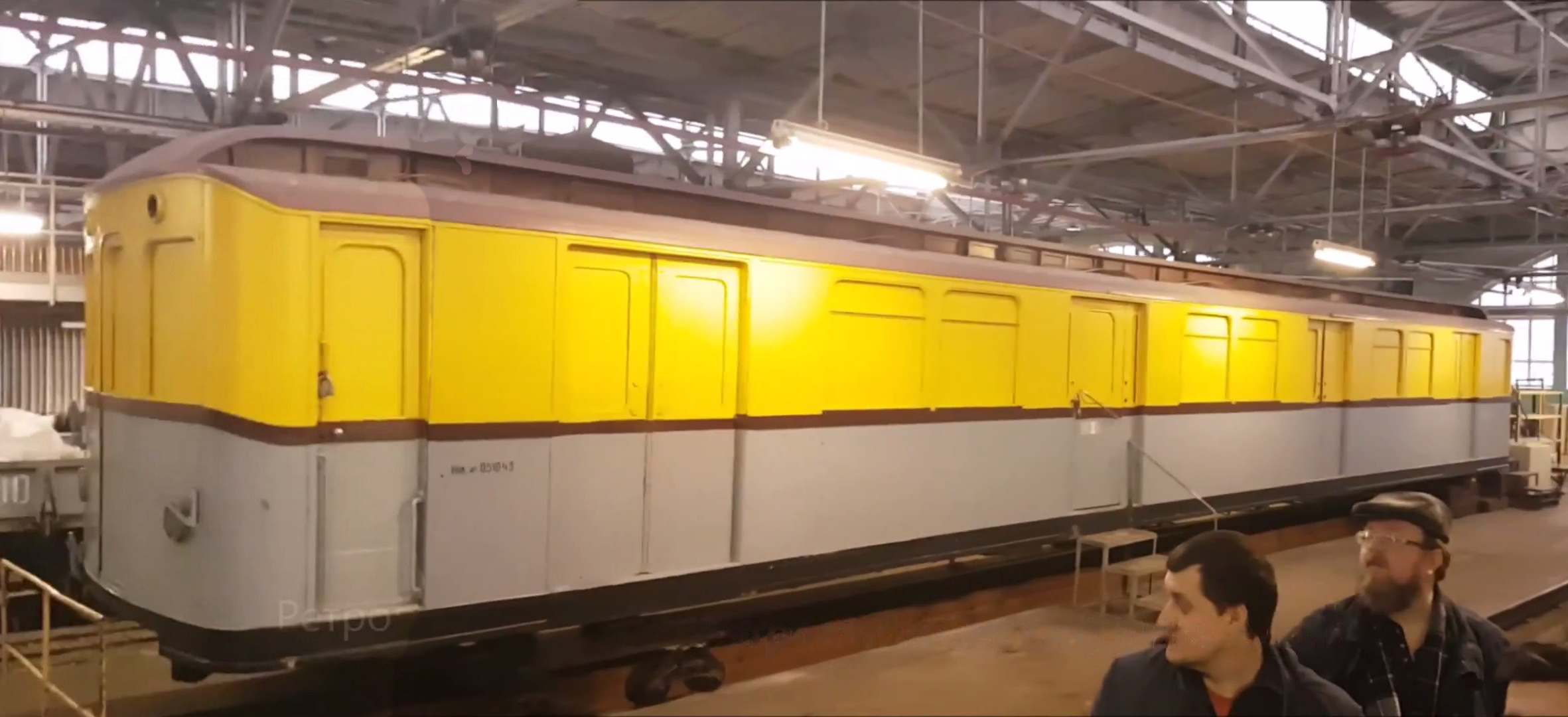
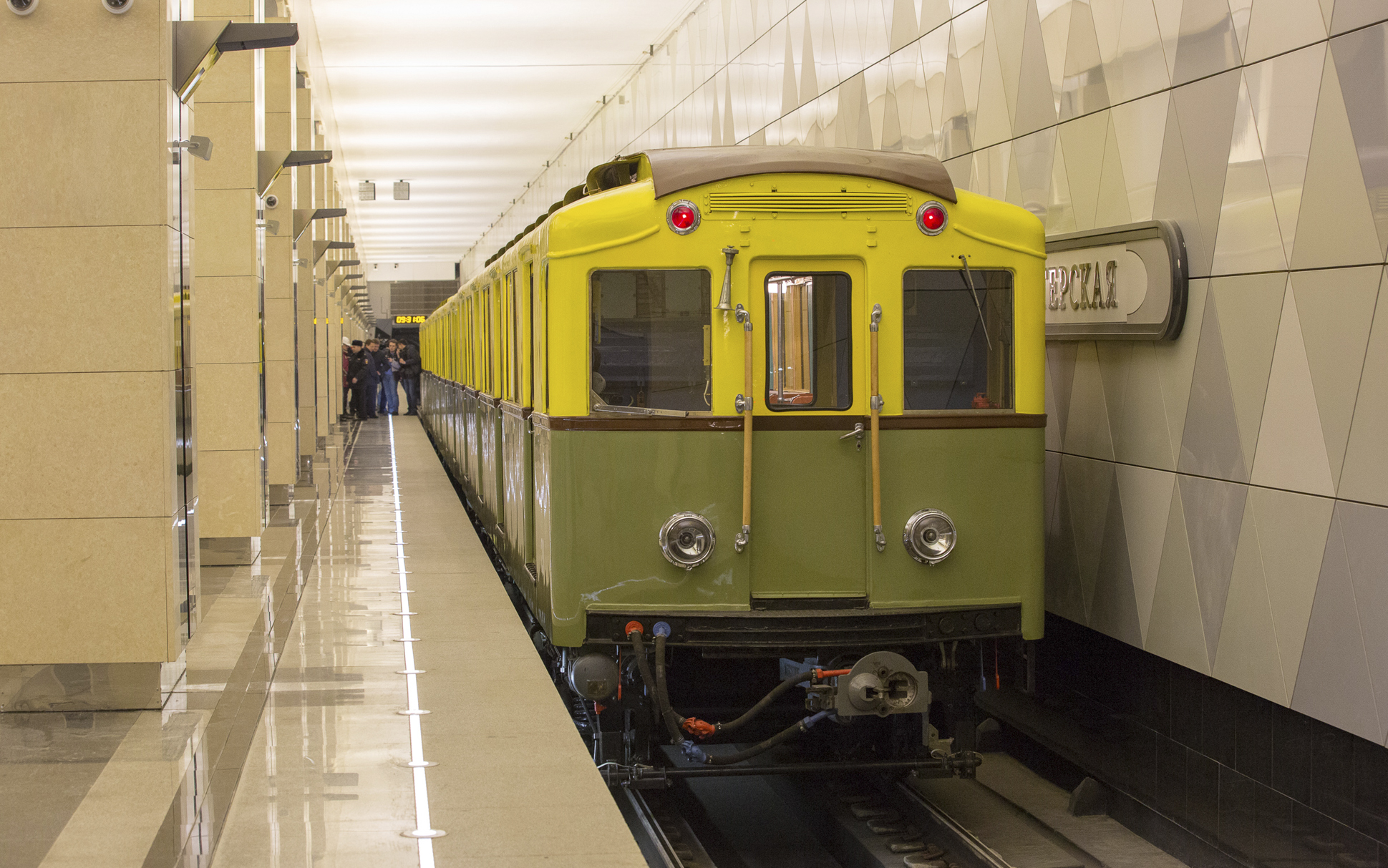
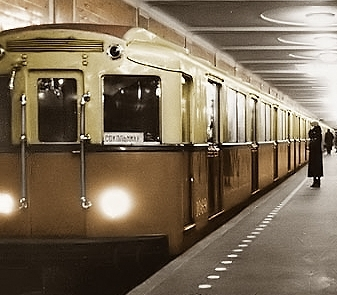
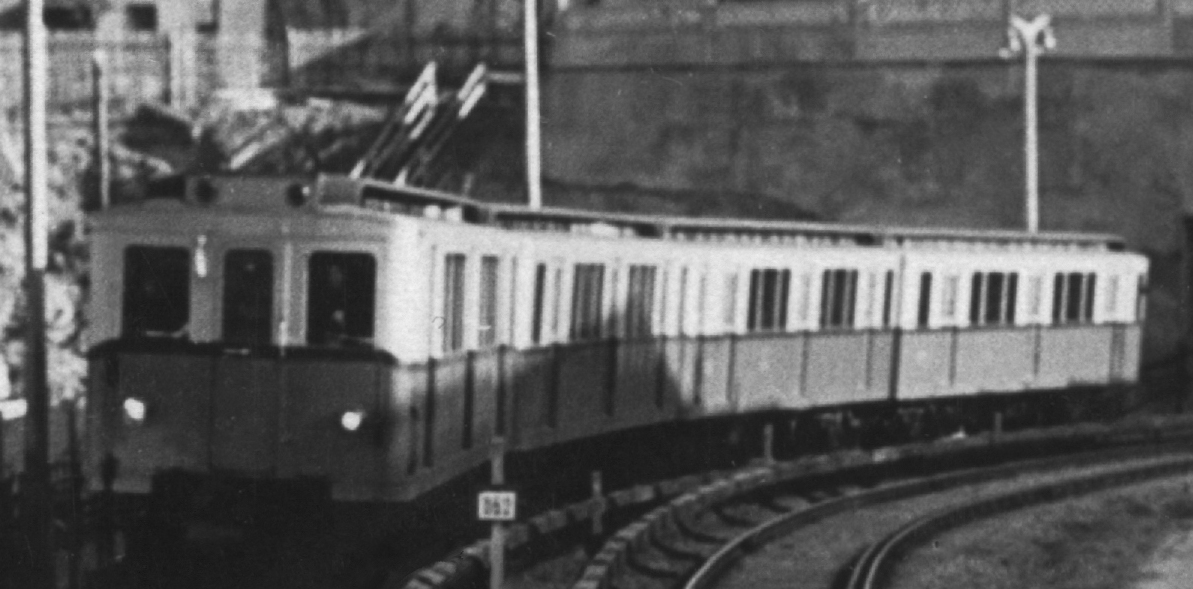

## وصلات خارجية
- (بالروسية) www.mosmetro.ru
- (بالروسية) www.metro.ru
- (بالروسية) metro.molot.ru
- (بالروسية) أخبار مترو موسكو